# سرجیو مورین
سرجیو مورین (انگلیسی: Sergio Morin; ۱۶ سپتامبر ۱۹۳۱ – ۱۲ اکتبر ۲۰۱۰) بازیکن فوتبال اهل ایتالیا بود.
از باشگاه‌هایی که در آن بازی کرده‌است می‌توان به باشگاه فوتبال هلاس ورونا، باشگاه فوتبال اینتر میلان، باشگاه فوتبال ناپولی، و باشگاه فوتبال اسپال اشاره کرد.